# Caso Gomes Lund e outros ("Guerrilha do Araguaia") versus Brasil
O Caso Gomes Lund e outros ("Guerilha do Araguaia") versus Brasil foi um processo internacional de direitos humanos julgado pela Corte Interamericana de Direitos Humanos contra a República Federativa do Brasil em 2010. A Comissão Interamericana de Direitos Humanos submeteu a denúncia à corte em 2009, baseado numa representação feita pelo Centro pela Justiça e o Direito Internacional (CEJIL) e pela Human Rights Watch em 7 de agosto de 1995, em nome de pessoas desaparecidas no contexto da Guerrilha do Araguaia.
Entre 1972 e 1975, durante a ditadura militar, o Estado brasileiro brutalmente reprimiu guerrilheiros do Partido Comunista do Brasil (PCdoB) na região do rio Araguaia, dos quais muitos nunca tiveram seus restos mortais encontrados. Ainda, tais atos não eram passiveis de responsabilização penal no direito brasileiro por força da Lei da Anistia de 1979, interpretação chancelada pelo Supremo Tribunal Federal brasileiro na ADPF 153. Acusava-se o Estado, então, de violação dos direitos ao reconhecimento da personalidade jurídica, à vida, à integridade pessoal, à liberdade pessoal, à liberdade de pensamento e de expressão, às garantias judiciais e à proteção judicial, previstos na Convenção Americana sobre Direitos Humanos.
Em sentença de 24 de novembro de 2010, a Corte entendeu cabível a acusação e condenou o Estado pela violação dos direitos humanos das vítimas. A Corte, por unanimidade, entendeu que a lei de anistia não deve obstar a efetivação dos direitos previstos na Convenção, em linha com a jurisprudência internacional em casos análogos sul-americanos, como Barrios Altos vs. Peru e Velásquez Rodríguez vs. Honduras. Além da própria sentença que, segundo o tribunal, por si só constitui uma reparação, o Brasil foi condenado a indenizar as vítimas, material e imaterialmente, realizar ato público memorial e ministrar curso de direitos humanos aos militares das Forças Armadas, assim como criar na legislação brasileira a tipificação legal do desaparecimento forçado.

## Jurisprudência
- CIDH. Corte Interamericana de Direitos Humanos: Caso Gomes Lund e outros ("Guerilha do Araguaia") versus Brasil. Sentença de 24 de novembro de 2010 (Exceções Preliminares, Mérito, Reparações e Custas). Disponível em: < https://www.corteidh.or.cr/docs/casos/articulos/seriec_219_por.pdf >.